# Pseudicius palaestinensis
Pseudicius palaestinensis là một loài nhện trong họ Salticidae.
Loài này thuộc chi Pseudicius. Pseudicius palaestinensis được Embrik Strand miêu tả năm 1915.